# 吳仁靜

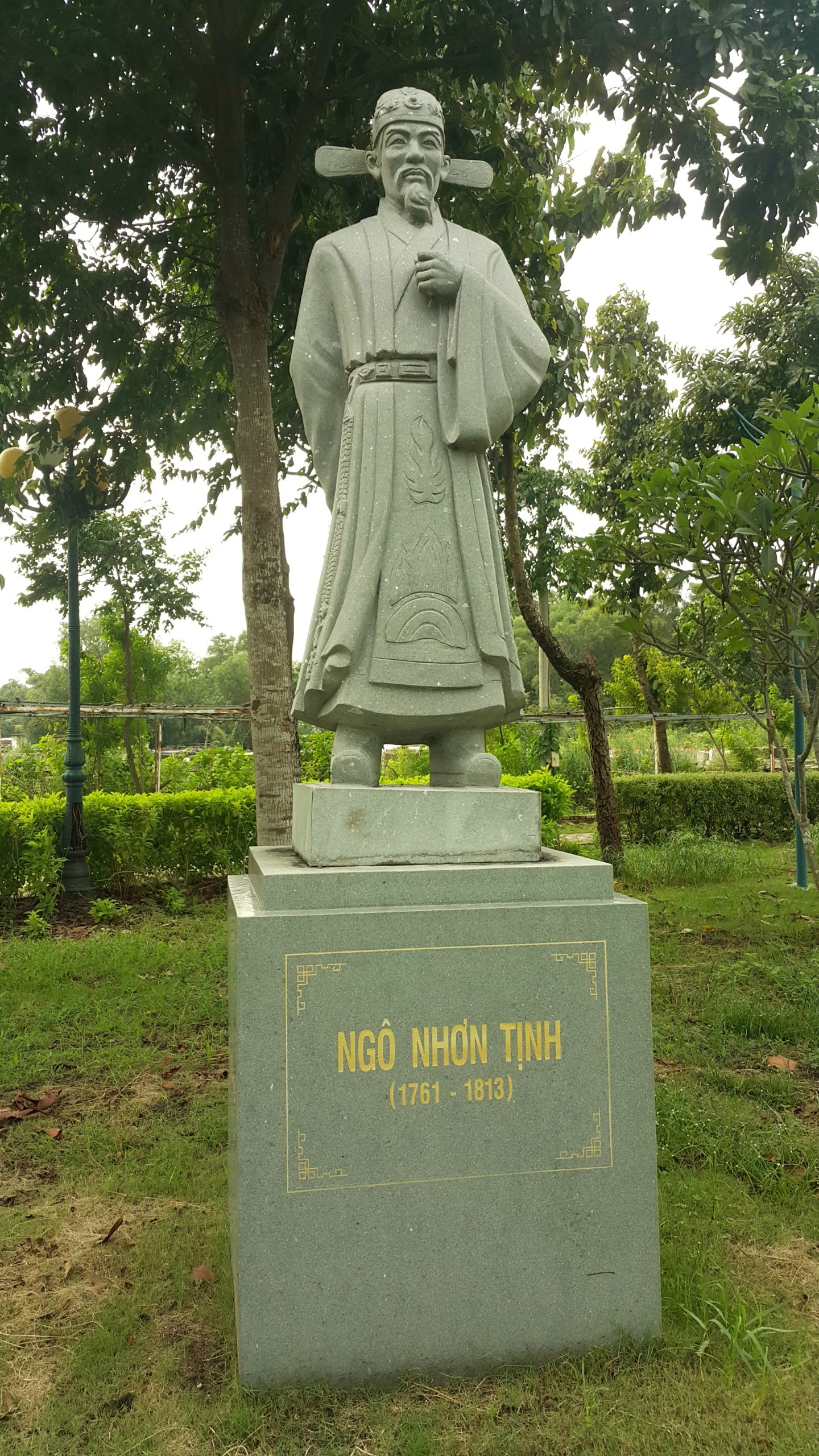
位於越南文化名人雕像園的吳仁靜雕像。

吳仁靜（越南语：／；1761年—1813年），字汝山，號拾英，越南阮朝官員、文學家。他與鄭懷德、黎光定並稱為「嘉定三家」。
吳仁靜出生在嘉定（今胡志明市一帶），是明鄉人，其先祖來自廣東。早年他曾師從於處士武長纘學習，與鄭懷德、黎光定、吳從周是同學。他與鄭懷德、黎光定非常友善，三人召集了眾多文學愛好者，組織了平陽詩社。
1788年舊阮君主阮福映重新佔領嘉定之後，吳仁靜因博學多識而被阮福映舉用，擔任翰林院侍學。1798年，阮福映在阮文誠、鄧陳常的建議下，升吳仁靜為兵部右參知，搭乘商船前往廣東，探聽黎昭統帝的消息。得知黎昭統帝死去之後，吳仁靜歸國。
1800年，武性、吳從周被西山朝的陳光耀、武文勇率軍包圍於歸仁。吳仁靜隨阮福映前去救援，與阮奇計分管糧餉的運輸。1802年（嘉隆元年）阮朝建立後，充任如清甲副使，歸國後仍任兵部右參知。1807年（嘉隆六年）充當正使，與副使臣陳公檀前往真臘，冊封安贊二世（匿螉禛）為真臘國王。
1811年，擔任乂安協鎮，在任時清廉嚴厲，體察民情，使得地方安定。他還命督學裴楊瓑作《乂安風土記》。次年升任工部尚書，兼領嘉定協鎮。1813年，同嘉定總鎮黎文悅一起護送安贊二世歸國復位。在此期間，吳仁靜受人誣告貪污受賄，無以自白，頗有怨言。同年在嘉定逝世，鄭懷德為他奏請追贈諡號官爵，遭嘉隆帝阮福映的拒絕。
1820年（明命元年），明命帝命差官守墓。1852年（嗣德五年），補祀中興功臣廟。
其著作有《拾英堂文集》、《拾英堂詩集》、《一統輿地志》、《嘉定三家詩集》等。